# Fédération bancaire française
Pour les articles homonymes, voir FBF.
La Fédération bancaire française (FBF) est une organisation professionnelle et un lobby.

## Organisation professionnelle
Selon le site internet de la FBF, en 2025, la Fédération bancaire Française regroupe 320 entreprises bancaires adhérentes dont 115 banques étrangères.
Le pôle Études et activités bancaires et financières assure la négociation et la coordination avec les pouvoirs publics, les administrations centrales et les autorités de régulation, au niveau français comme au niveau européen.
Le pôle Information et relations extérieures est chargé des affaires publiques, tant sur le plan national que régional : relations avec le monde politique, les parlementaires, les médias, les consommateurs, les jeunes et le monde enseignant, les autres professions et associations…
Il assure l’information des entreprises bancaires et l'animation des comités FBF en région.
Le pôle Affaires européennes et internationales, installé à Paris et à Bruxelles, assure les relations avec les institutions de l’Union européenne et les organisations représentatives de l’activité bancaire et financière en Europe.

## Gouvernance
Depuis le 30 mars 2020, Maya Atig est directrice générale de la FBF. Étienne Barel est nommé directeur général délégué le 1er septembre 2020.

### Présidents
La présidence tourne chaque année, au 1er septembre et est assurée par le dirigeant d’une des banques membres du comité exécutif la Fédération. Depuis le 1 septembre 2024, elle est assurée par Slawomir Krupa, Directeur général du groupe Société Générale.

## Aspects critiques
Le débat entre l'intérêt des banques et l'intérêt collectif est ouvert, notamment sur des questions de transparence des données bancaires. Par exemple, nombre d'économistes réclament la « séparation bancaire », c'est-à-dire la séparation des activités de banque de détail et des activités financières (ou « des banques de dépôts et des banques d'investissement »),,. La FBF est très farouchement opposée à cette organisation bancaire différente,.
De même, la proximité entre la FBF et les responsables publics peut poser question. Le directeur général délégué de la FBF nommé en novembre 2014 a effectué toute sa carrière dans le service public (Commission bancaire, représentation auprès de l'Union européenne), au service de l'intérêt général. Le responsable des questions de supervision bancaire nommé également en novembre 2014 est issu de l'Autorité de contrôle prudentiel et de résolution, « gendarme » et « juge » des banques.
Par ailleurs, à propos de la pression à la vente de cautionnements bancaires, les associations de consommateurs critiquent le manque de mobilité dans l'assurance emprunteur (l'assurance couvrant les crédits immobiliers).
Des associations professionnelles d'intermédiaires comme les intermédiaires en opérations de banque et en services de paiement, autres agents économiques de la distribution bancaire, aux côtés des banques, ont mis en place un site consacré à l'évaluation de cette mobilité et revendiquent une représentation propre, par le biais de leurs propres associations professionnelles (APIC et AFIB, pour les plus représentatives)[réf. nécessaire].

## Activité de lobbying
La Fédération Bancaire Française exerce le lobby collectif des banques françaises,.

### En France
La FBF déclare à la Haute Autorité pour la transparence de la vie publique exercer des activités de lobbying en France pour un montant entre 1 750 000 euros et 2 000 000 euros sur l'année 2024.

### Auprès des institutions de l'Union européenne
La FBF est inscrite depuis 2009 au registre de transparence des représentants d'intérêts auprès de la Commission européenne. Elle déclare en 2023 pour cette activité 12 collaborateurs à temps plein (31 au total) et des dépenses d'un montant compris entre 2 000 000 et 2 249 999 euros.